# Wörlitzer See
Der Wörlitzer See ist ein See in Sachsen-Anhalt (Deutschland). 
Der Wörlitzer See, der unmittelbar nördlich der Stadt Wörlitz (Landkreis Wittenberg) liegt, ist im Schnitt nur wenige Meter tief und liegt auf einer Höhe von 59 m ü. NN. Der See wird über die Elbe in nördliche Richtung in die Nordsee entwässert. 
Der See ist ein Altarm der Elbe. Er prägt wesentlich den Wörlitzer Park, der im Jahre 2000 von der UNESCO in das Verzeichnis des Weltkulturerbes aufgenommen wurde.
Der See befindet sich im Biosphärenreservat Mittelelbe.